# Jesús (nom)
El prenom i nom propi Jesús (/ˈdʒiːzəs/) s'originà en la forma llatina del nom Ἰησοῦς (Iēsous), una interpretació de l'hebreu Yeshua (ישוע), que també compta amb les variants Joshua o Jeshua, amb desplaçament de l'accent a la darrera síl·laba per la tendència medieval a pronunciar agudes les paraules llatines.
En un context religiós el nom de Jesús es refereix a la figura central del cristianisme.
Jesús és un nom personal molt popular a la comunitat hispana i al seu espai d'influència. A Mèxic, les persones amb aquest nom sovint tenen el sobrenom de Xui or Xuxo, "Xutxín".